# Голубицька
Голубицька — станиця в Темрюцькому районі Краснодарського краю, утворює Голубицьке сільське поселення.
Населення — 4,1 тис. мешканців (2002).
Станиця розташована на перешийку, відокремлюющему Ахтанизовський лиман від Темрюцької затоки Азовського моря, за 8 км північно-західніше центру міста Темрюк.
Невеличке Голубицьке озеро з лікувальною гряззю (бром і йод). Пляж з черепашнику. Виноградники. Туристичний бізнес — на кілька кілометрів праворуч від станиці узбережжя зайнято базами відпочинку.
До складу Голубицького сільського поселення входить одна станиця Голубицька. Площа поселення 2 335,15 га.